# Bałtystyka
Bałtystyka, bałtologia lub filologia bałtycka – gałąź wiedzy humanistycznej, której głównym przedmiotem badań są języki, literatura, kultura oraz dzieje narodów bałtyjskich. Ze względu na podział tych narodów, można wydzielić jej poddyscypliny: lituanistykę, letonistykę oraz prutenistykę. W Polsce głównymi ośrodkami badań bałtystycznych są: Uniwersytet im. Adama Mickiewicza w Poznaniu oraz Uniwersytet Warszawski.